# Гончаров, Владлен Петрович
Владлен Петрович Гончаров, Владлен Авинда (род. 11 апреля 1938, Гурзуф, Крымская АССР) — советский, украинский и российский альпинист, спелеолог, тренер, горный гид, писатель. Многократный чемпион СССР и Украины. Мастер спорта СССР международного класса по альпинизму. Заслуженный работник культуры Автономной Республики Крым.

## Биография
Родился 11 апреля 1938 года в Гурзуфе, КрАССР. Посещал школу в Ташкенте, ныне школа № 216. Окончил Киевский институт физкультуры и Литературный институт им. М. Горького.
Воспитанник археологического кружка известного крымского ученого О. И. Домбровского. C группой крымских спелеологов во главе с В. Н. Дублянским в 1958 году участвовал в открытии первого и второго сифона Красной пещеры. Сотрудник многих экспедиций по изучению Крыма, профессиональный горный гид по Крыму, пещерам и горным тропам.
Участвовал в создании Контрольно-спасательной службы Крыма, был инструктором КСС, позднее возглавлял Ялтинский отряд КСС.
Чемпион СССР по альпинизму: 1965 — Южная Ушба, пп, по западной стене; 1968 — Северная Ушба, пп, по восточной стене. Чемпион Украины по скалолазанию. Мастер спорта СССР по альпинизму (1967). Мастер спорта СССР международного класса по альпинизму (1970). Участник восхождений в разных горных районах мира. Восхождения в Альпах: Австрия — Дахштайн южная стена, 6 категории трудности, Роскуппе, кант Гезойзе, 5 категории трудности; Франция — Пти-Дрю по маршруту Боннати, 6 категории трудности, Пти-Дрю по маршруту Маньоне, 6 категории трудности. В Болгарии по красной стене на Дьявольские иглы, 6 категории трудности.
Покоритель Эвереста в 2000 году в составе экспедиции «Кубань Эверест 2000». Участник экспедиций на Макалу, К-2.
Неоднократно травмирован, получил тяжелые травмы головы и ноги. Инвалид.

## Творчество
Писатель, автор более 70 книг, художественных и краеведческих. Пишет под псевдонимом Авинда, который взял в честь вершины над родным Гурзуфом. Лауреат литературной премий им. Чехова и Премии Автономной Республики Крым. Заслуженный работник культуры Крыма.
13 апреля 2018 в Симферополе, в Центральном музее Тавриды прошла книжная выставка Лирические путеводители Владлена Авинды приуроченая к 80-летию Владлена Петровича Гончарова.